# Уиллингем, Ле’ко
Ле’ко Луиза Уиллингем (англ. Le'coe Louise Willingham; род. 10 февраля 1981 года, Огаста, штат Джорджия, США) — американская профессиональная баскетболистка, выступавшая в женской национальной баскетбольной ассоциации. На драфте ВНБА 2004 года она не была выбрана ни одной из команд, однако ещё до начала очередного сезона ВНБА подписала соглашение с клубом «Коннектикут Сан». Играла на позиции лёгкого форварда. Второй игрок женской НБА, который выигрывал первенство ВНБА два года кряду в составе двух разных команд (2009 и 2010), первой стала Келли Шумахер (2007 и 2008), а третьей — Наташа Ховард (2017 и 2018).

## Ранние годы
Ле’ко Уиллингем родилась 10 февраля 1981 года в городе Огаста (штат Джорджия), училась же она в соседнем городе Хепзиба в одноимённой средней школе, в которой выступала за местную баскетбольную команду.